# Waczula Rezső
Waczula Rezső (Pest vagy Budapest, 1873. július 24. – Budapest, 1923. április 9.) magyar építész, kutyatenyésztő.

## Élete
Waczula Antal vaskereskedő és Kreisz Erzsébet fiaként született. 1888. április 17-től 1890. október 12-ig Budapesten Hudetz János építőmesternél dolgozott. 1890/1891-ben a Budapesti Állami Közép Ipariskola téli tanfolyamának első éves tanulója volt.
1898-ban építészi oklevelet szerzett. Ezt követően kezdett el házakat tervezni. Munkásságát a szecesszió geometrikus irányzata jellemezte.
Az első világháború idején katonai szolgálatot teljesített a keleti fronton. Hazatérése után már nem tudott ismét építészként dolgozni. Ehelyett a már az 1900-as évek eleje óta mellékesen folytatott kutyatenyésztő- és kutyakiképzői szakmában kapott munkát. Alig 50 évesen hunyt el betegségben 1923-ban.

## Ismert épületei
- 1899: tisztviselőház átalakítása, Budapest, Bíró Lajos u.[7]
- 1907: lakóház, Budapest, Kinizsi utca 13.[7][8]
- 1910: lakóház, Budapest, Ráday utca 22.[7][9][10]
- 1912–1914:[11] lakóház, Budapest, Tompa utca 15/a.[7]